# Харьковское сельское поселение (Волгоградская область)
Ха́рьковское се́льское поселение — муниципальное образование в Старополтавском районе Волгоградской области.
Административный центр поселения — село Харьковка.

## История
Харьковское сельское поселение образовано 17 января 2005 года в соответствии с Законом Волгоградской области № 991-ОД.

## Население
| 2010 | 2012  | 2013  | 2014 | 2015 | 2016 | 2017 |
| ---- | ----- | ----- | ---- | ---- | ---- | ---- |
| 1068 | ↘1037 | ↘1028 | ↘985 | ↘958 | ↘937 | ↘920 |
| 2018 | 2019  | 2020  | 2021 |      |      |      |
| ↘903 | ↘883  | ↘861  | ↘840 |      |      |      |

## Состав сельского поселения
| № | Населённый пункт | Тип населённого пункта       | Население |
| - | ---------------- | ---------------------------- | --------- |
| 1 | Харьковка        | село, административный центр | ↘840      |